# Dennis Klein
Dennis Klein est un scénariste, producteur et réalisateur américain.

## Filmographie
Scénariste
- 1996 : Cosby ("Cosby") (série télévisée)
- 1971 : Getting Together (série télévisée)
- 1987 : Le Flic de Beverly Hills 2 (Beverly Hills Cop II)
- 1990 : The Flockens (TV)
- 1993 : Bakersfield P.D. ("Bakersfield, P.D.") (série télévisée)

Producteur
- 1981 : Best of the West (série télévisée)
- 1983 : Buffalo Bill ("Buffalo Bill") (série télévisée)
- 1993 : Family Dog (série télévisée)
- 1993 : Bakersfield P.D. ("Bakersfield, P.D.") (série télévisée)
- 1995 : If Not for You (série télévisée)

Réalisateur
- 1977 : Forever Fernwood (série télévisée)
- 1983 : Buffalo Bill ("Buffalo Bill") (série télévisée)
- 1986 : One More Saturday Night